# Ричард, Джерри
Дже́рри Ри́чард (англ. Gerry Richard; род. 26 февраля 1956) — канадский кёрлингист и тренер по кёрлингу, чемпион мира и Канады среди мужчин 1994 года.
Играет в основном на позиции первого и второго.
Как тренер наиболее известен своей работой с командой Келли Скотт — чемпионами мира и Канады среди женщин.

## Достижения
- Чемпионат мира по кёрлингу среди мужчин: золото (1994).
- Чемпионат Канады по кёрлингу среди мужчин: золото (1994), серебро (1993).

## Команды
| Сезон   | Четвёртый    | Третий          | Второй          | Первый          | Запасной                             | Турниры           |
| ------- | ------------ | --------------- | --------------- | --------------- | ------------------------------------ | ----------------- |
| 1992—93 | Рик Фолк     | Пэт Райан       | Берт Гретцингер | Джерри Ричард   | Рон Стейнхауэр                       | ЧК 1993           |
| 1993—94 | Рик Фолк     | Пэт Райан       | Берт Гретцингер | Джерри Ричард   | Рон Стейнхауэр                       | ЧК 1994 · ЧМ 1994 |
| 1994—95 | Рик Фолк     | Пэт Райан       | Берт Гретцингер | Джерри Ричард   | Рон Стейнхауэр                       | ЧК 1995 (6 место) |
| 1996—97 | Рик Фолк     | Берт Гретцингер | Джерри Ричард   | Dave Stephenson |                                      |                   |
| 1999—00 | Рик Фолк     | Jeff Richard    | Tyler Orme      | Джерри Ричард   |                                      |                   |
| 2000—01 | Рик Фолк     | Kevin Folk      | Jeff Richard    | Джерри Ричард   |                                      |                   |
| 2001—02 | Пэт Райан    | Deane Horning   | Kevin MacKenzie | Rob Koffski     | Джерри Ричард тренер: Bill MacKenzie | ЧК 2002 (6 место) |
| 2003—04 | Рик Фолк     | Kevin Folk      | Jeff Richard    | Джерри Ричард   |                                      |                   |
| 2004—05 | Рик Фолк     | Kevin Folk      | Jeff Richard    | Джерри Ричард   |                                      |                   |
| 2006—07 | Grant Dezura | Рик Фолк        | Jeff Richard    | Джерри Ричард   |                                      |                   |

(скипы выделены полужирным шрифтом)

## Результаты как тренера национальных сборных
| Год  | Турнир                                       | Команда          | Место |
| ---- | -------------------------------------------- | ---------------- | ----- |
| 2006 | Чемпионат мира по кёрлингу среди женщин 2006 | Канада (женщины) | 3     |
| 2007 | Чемпионат мира по кёрлингу среди женщин 2007 | Канада (женщины) | 1     |

## Частная жизнь
Дети Джерри Ричарда — также кёрлингисты: дочь Джина Шредер играла в команде Келли Скотт, вместе с командой становилась чемпионкой Канады и мира; сын Джефф (англ. Jeff Richard) играл на двух мужских чемпионатах Канады.